# 秘密の祈り
『秘密の祈り』（ひみつのいのり、ヘブライ語: הסודות, Ha-Sodot, 英: The Secrets）は、2007年に製作されたイスラエル・フランス合作映画。
日本では、2011年7月15日・16日にアジアンクィア映画祭にて上映された。

## キャスト
- アノーク：ファニー・アルダン
- ナオミ：アニア・バクシュタイン（英語版）
- ミシェル:ミハル・シュタムラー（ヘブライ語版）
- ラビ：セフィ・リブリン（英語版）
- ミハエル：グリ・アルフィ（ヘブライ語版）
- シギ：ダナ・イヴギ（英語版）

## ロケ地
- イスラエル、ツファット